# ورنر اتو
ورنر اتو (انگلیسی: Werner Otto؛ زادهٔ ۱۵ آوریل ۱۹۴۸) دوچرخه‌سوار اهل آلمان است.
وی در مسابقات کشوری و بین‌المللی در مجموع برندهٔ ۲ مدال طلا، ۲ مدال نقره، ۱ مدال برنز شده‌است.